# Essen International
L'Essen International è stato un torneo di tennis facente parte del World Championship Tennis giocato nel 1972 su campi indoor in sintetico ad Essen in Germania.

## Albo d'oro

### Singolare
| Anno | Vincitore  | Finalista   | Punteggio               |
| ---- | ---------- | ----------- | ----------------------- |
| 1972 | Niki Pilic | Robert Lutz | 4–6, 6–4, 3–6, 6–4, 7–6 |